# Campagna del Caucaso (1735)
La campagna del Caucaso del 1735 fu l'ultima grande campagna militare della guerra ottomano-persiana (1730-1735) che si concluse con la definitiva vittoria persiana che permise a Nadir di ristabilire l'egemonia persiana sull'intera regione del Caucaso e riannetterla all'impero safavide.

## Contesto strategico

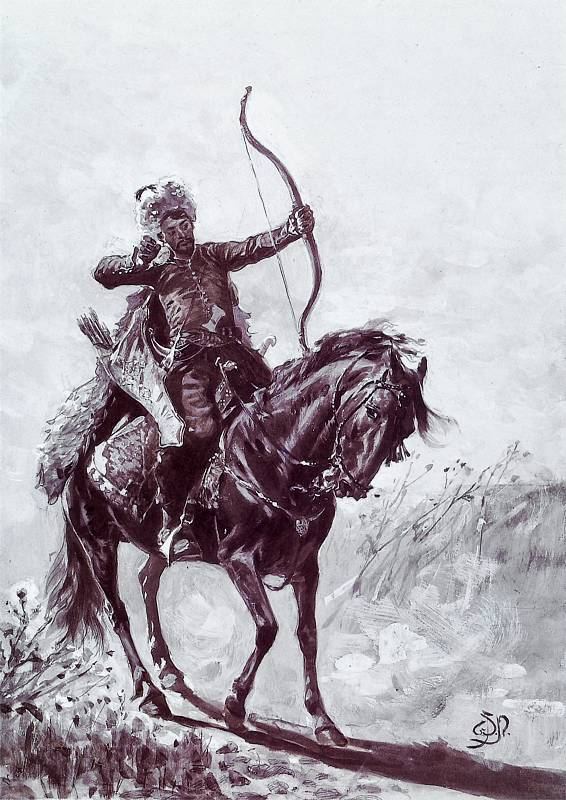
La decisiva vittoria di Nadir a Baghavard distrusse ogni speranza dei Tartari di Crimea e degli ottomani sul campo.

Il Caucaso era caduto nelle mani degli ottomani dal 1722 con il collasso dello Stato safavide. Il primo obbiettivo della campagna militare di Nadir nell'area era quello di riconquistare il khanato di Şirvan e la sua capitale Şamaxı cadde nell'agosto del 1734 rendendo così le forze persiane libere di marciare a ovest e di porre l'assedio alla città di Ganja. I bastioni di Ganja e la sua guarnigione di 14 000 soldati rappresentavano una difesa formidabile. Dopo che Tahmasp Khan Jalayer riuscì a sconfiggere le forze ottomane e tartare nel sudest del Caucaso, Nadir tagliò loro la ritirata inseguendoli sulle montagne a nord.
I monti a nord dell'Avarestan rappresentavano una dura scalata e con l'inverno ormai imminente Nadir decise di svoltare a est e assediare Ganja dove venne coinvolto in pesanti sforzi per catturare la fortezza inespugnabile. L'artiglieria persiana, infatti, era ideale per le battaglie su terra ma non era adatta a sostenere un assedio di quella portata e di conseguenza i cannoni ebbero ben poco impatto sulle mura della città.
I Persiani, avendo fallito con l'artiglieria, inviarono gli zappatori per scavare delle gallerie sotterranee per raggiungere le mura della città con l'intento di farle saltare. I turchi vennero a conoscenza di queste intenzioni e si giunse a un combattimento corpo a corpo anche in questi tunnel. I persiani riuscirono comunque a fare detonare sei cariche di esplosivo che uccisero settecento turchi difensori, ma ancora non riuscirono a danneggiare a sufficienza le mura della cittadella. Anche i persiani persero circa quaranta uomini in queste operazioni.
Nadir bloccò Erevan e Tiflis costringendo l'ottomano 'Saraskar' Koprulu Pasha a prendere una posizione. Istanbul aveva intanto iniziato i negoziati preliminari tramite Ahmad Pasha, governatore ottomano di Baghdad ma non soddisfatta del suo lavoro aveva inviato un enorme esercito composto da 50 000 cavalieri, 30 000 giannizzeri e quaranta cannoni al comando di Koprulu Pasha per la difesa dei possedimenti ottomani nella regione.

## La battaglia di Yeghevārd
Nadir, avendo assediato gran parte delle città e delle fortezze chiavi della regione, si aspettava l'arrivo dell'armata di Koprulu Pasha e secondo lo storico della corte di Nadir, Mirza Mehdi Astarabadi, prontamente egli riuscì a reclutare altri 15 000 uomini e marciò con questi verso ovest scontrandosi con Koprulu Pasha. L'esercito persiano era ora composto da circa 40 000 uomini e, malgrado l'enorme disparità di numeri con il nemico (i turchi erano circa 130 000), gli ottomani vennero sconfitti, costringendo alla fine Istanbul a firmare un concordato di pace con il quale veniva riconosciuta la dominazione persiana sul Caucaso e il confine con la Mesopotamia veniva riportato a quello stabilito dal trattato di Zuhab.
La sconfitta a Baghavard persuase cinquantamila Tartari di Crimea comandati dal sultano turco a marciare verso la costa meridionale del Mar Nero verso il Caucasus in aiuto delle forze di Koprulu Pasha.